# Rybno (gromada w powiecie wejherowskim)
Rybno – dawna gromada, czyli najmniejsza jednostka podziału terytorialnego Polskiej Rzeczypospolitej Ludowej w latach 1954–1972.
Gromady, z gromadzkimi radami narodowymi (GRN) jako organami władzy najniższego stopnia na wsi, funkcjonowały od reformy reorganizującej administrację wiejską przeprowadzonej jesienią 1954 do momentu ich zniesienia z dniem 1 stycznia 1973, tym samym wypierając organizację gminną w latach 1954–1972.
Gromadę Rybno z siedzibą GRN w Rybnie utworzono – jako jedną z 8759 gromad na obszarze Polski – w powiecie wejherowskim w woj. gdańskim na mocy uchwały nr 26/III/54 WRN w Gdańsku z dnia 5 października 1954. W skład jednostki weszły obszary dotychczasowych gromad Rybno, Kniewo i Czymanowo ze zniesionej gminy Wierzchucino oraz obszar dotychczasowej gromady Warszkowo ze zniesionej gminy Wejherowo w tymże powiecie. Dla gromady ustalono 10 członków gromadzkiej rady narodowej.
1 stycznia 1960 gromadę zniesiono, a jej obszar włączono do gromad: Gniewino (miejscowości Czymanowo i Opalino) i Kostkowo (miejscowość Rybno) oraz do nowo utworzonej gromady Zamostne (miejscowości Warszkowo, Warszkowski Młyn, Przyśniewo, Kniewo, Rybska Karczma, Orle, Marszkowo i Prękowo) w tymże powiecie.